# Blonde comme moi
Albums de BB Brunes
Nico Teen Love
(2009)
Singles
1. Le Gang
Sortie : 2006
2. Houna
Sortie : 2007
3. Dis-moi
Sortie : 2007
4. Mr. Hyde
Sortie : 2008
5. Perdus cette nuit
Sortie : 2008

Blonde comme moi est le premier album du groupe de rock français BB Brunes, sorti en mars 2007.
En octobre 2007, une nouvelle version est sortie : cette réédition inclut la maquette Confusions printanières, les deux titres Dis-moi et Mr Hyde en acoustique, BB baise et J'écoute les Cramps enregistrés en live, deux clips de Le Gang et 18 fonds d'écrans.

## Réception

### Critique
L'album est inclus dans l'ouvrage Philippe Manœuvre présente : Rock français, de Johnny à BB Brunes, 123 albums essentiels.

## Liste des titres
| No  | Titre                                       | Durée |
| --- | ------------------------------------------- | ----- |
| 1.  | J'écoute les Cramps                         | 3:19  |
| 2.  | Le Gang                                     | 3:23  |
| 3.  | Blonde comme moi                            | 3:40  |
| 4.  | Perdus cette nuit                           | 3:22  |
| 5.  | Houna                                       | 3:21  |
| 6.  | Dis-moi                                     | 2:24  |
| 7.  | Mr Hyde                                     | 2:43  |
| 8.  | Sixty Eight                                 | 2:35  |
| 9.  | Brune BB                                    | 2:43  |
| 10. | Pas comme ça                                | 2:39  |
| 11. | BB baise                                    | 2:40  |
| 12. | Wolfman (chanson cachée chantée en anglais) |       |

## Classements
| Classement (2007)            | Meilleure position |
| ---------------------------- | ------------------ |
| Belgique (Wallonie Ultratop) | 16                 |
| France (SNEP)                | 8                  |

## Certification
| Pays   | Organisme | Certification | Seuil  |
| ------ | --------- | ------------- | ------ |
| France | SNEP      | Or            | 50 000 |